# Houghton County
Houghton County je okres na severozápadě státu Michigan v USA. K roku 2000 zde žilo 36 016 obyvatel. Správním městem okresu je Houghton. Celková rozloha okresu činí 3 889 km².

## Sousední okresy
| Růžice kompasu |                  | Keweenaw County |               | Růžice kompasu |
| Růžice kompasu | Ontonagon County | Sever           | Baraga County | Růžice kompasu |
| Růžice kompasu | Ontonagon County | Houghton County | Baraga County | Růžice kompasu |
| Růžice kompasu | Ontonagon County | Jih             | Baraga County | Růžice kompasu |
| Růžice kompasu | Iron County      |                 |               | Růžice kompasu |